# Petronius
Titus (eller Gaius) Petronius Arbiter, född omkring 27 e.Kr. (möjligtvis i Massilia), död 66 e.Kr. i Cumae genom självmord, var en romersk författare (satiriker) och tjänsteman vid kejsar Neros hov. Han är kanske mest känd för sitt verk Satyricon.

## Biografi
Eftersom romerska källor tillskriver olika praenomen och cognomen till Petronius är det osäkert om det är samma person som avses. Både Plinius d.ä. och Plutarchos omnämner en viss Titus Petronius i kretsen kring kejsar Nero. Tacitus ger en utförlig beskrivning av en Petronius som var bland annat konsul och arbiter elegantiae (ungefär smakdomare) under Nero, men kallar honom Gaius. Denna neronska hovman antas vara identisk med författaren till romanen Satyricon, som kallas Petronius Arbiter både i manuskript av verket och i citeringar av senare författare.
Enligt Sidonius Apollinaris kom Petronius själv eller verket Satyricon från Massilia. Tacitus beskriver honom som en njutningskonstens mästare, men som ändå gjorde karriär som prokonsul i Bithynien och sedan konsul innan han upptogs i Neros närmaste vänkrets. Vid hovet fungerade han som högsta auktoritet i smakfrågor (arbiter elegantiae) tills han, misstänkliggjord av praetorianprefekten Tigellinus och anklagad för delaktighet i den pisonska sammansvärjningen, ansåg döden oundviklig. Han begick självmord genom att låta skära upp sina blodådror, förbinda dem och sedan öppna dem för att långsamt dö av blodförlust under en kväll medan han diskuterade poesi med vänner, belönade och straffade sina slavar, åt middag och sov.

## Verk
Petronius Arbiters i utdrag bevarade äventyrsroman, Satyricon, skildrar en viss Encolpius brokiga upplevelser i en stil som blandar vers och prosa, påminnande om den menippeiska satiren. Det största bevarade stycket ur romanen Satyricon är känt under namnet Cena Trimalchionis ("Trimalchios gästabud") och utgavs i tysk översättning och kommentar av Ludwig Friedländer 1891; svensk översättning av Hilding Andersson 1902.
Av Petronius verk finns inte mycket sparat åt eftervärlden. Endast ett fragment av en längre berättelse finns bevarad i verket Satyricon.

## Citat[källabehövs]
| ” | Mundus vult decipi, ergo decipiatur. Världen vill bedragas, må den då bedragas. | „ |

## Övrigt
- Asteroiden 3244 Petronius är uppkallad efter honom.[11]
- Henryk Sienkiewicz lät honom bli en av de viktigaste figurerna i romanen Quo vadis?.